# Edsvära
Edsvära är en bebyggelse omkring Edsvära kyrka i Edsvära socken i Vara kommun. Mellan 2015 och 2020 avgränsade SCB här i området öster om kyrkan en småort.
Affärsmannen Karl-Erik Bender är uppvuxen i Edsvära, och ligger bakom Stall & Stuteri Palema samt företaget Benders.